# 新加坡理工大學
新加坡理工大學（英語：Singapore Institute of Technology），是一座新加坡的自治大學，成立於2009年。
新加坡國會在2014年2月17日通過一項議案，准許該大學頒發自己的學位證書，此議案在當年生效。
現時新加坡理工大學除了位置於杜佛的臨時校園外，學生需於國內五所理工學院上課。
2015年新加坡總理李顯龍於當年的國慶群眾大會宣布將於榜鵝預留土地興建新加坡理工大學新的永久校園。新校園建築工程於2019年9月10日正式動工，新校園預計於2024年落成。

## 外部連結
- Singapore Institute of Technology （页面存档备份，存于）